# Aubri Ibrag
Aubri Ibrag est une actrice, mannequin et personnalité Internet australo-daghestanaise, qui est principalement reconnue pour jouer le rôle de Lizzy Elmsworth dans la série The Buccaneers (depuis 2023).

## Biographie
Née en 2001 à Moscou, en Russie, Amina Ibragimova y a vécu jusqu'à ses dix ans avant de s'installer en Australie, à Melbourne, avec ses parents et sa sœur cadette. Sa famille est originaire du Daghestan. Durant son enfance et adolescence, elle pratique beaucoup de sports : notamment la course à pied et la danse classique, et rêve de participer aux Jeux olympiques. C'est à l'âge de 16 ans qu'elle se découvre une passion pour le théâtre, en apprenant Shakespeare dans ses cours d'anglais et d'art dramatique.

## Carrière
En septembre 2015, à l'âge de 14 ans, Aubri Ibrag (initialement connue sous le nom de Amina Ibrag) poste sa première vidéo sur YouTube, un tutoriel de maquillage. Connue pour son contenu beauté, sa chaîne YouTube a gagné plus de 500 000 abonnés. Elle a également exercé en tant que mannequin signée avec l'agence australienne Chadwick Models. En septembre 2021, Aubri Ibrag supprime ses vidéos YouTube. En 2022, le Herald Sun nomme Aubri Ibrag comme l'un des principaux influenceurs des médias sociaux de Victoria.
En 2018,  l'âge de 17 ans, elle décide de devenir comédienne. Elle fait ses débuts à la télévision avec le rôle principal d'Anna dans le drame pour adolescents Le Club de plongée, diffusé sur 10 Shake en Australie et distribué internationalement par Netflix en 2021,.
Depuis 2023, Aubri Ibrag incarne Lizzy Elmsworth dans The Buccaneers, une série Apple TV+.

## Filmographie

### Séries télévisées
- 2021 : Le Club de plongée : Anna
- Depuis 2023 : The Buccaneers : Elizabeth « Lizzy » Elmsworth